# Il miracolo (serie televisiva)
Il miracolo è una serie televisiva italiana di genere drammatico ideata dallo scrittore Niccolò Ammaniti. 
Trasmessa in Italia dall'8 maggio 2018 sul canale satellitare Sky Atlantic e mandata in replica anche su Arte da gennaio 2019, la serie è stata premiata in occasione del festival Série Mania di Lille, in Francia, ed è stata distribuita a livello internazionale da FremantleMedia International.

## Trama
Il Miracolo è un dramma visionario, in continua oscillazione tra sacro e profano, tra perdizione e salvezza. Tutto inizia con una statua di una Madonna che piange sangue, ma non in una chiesa e neanche in un luogo che possa assomigliare vagamente ad un luogo di preghiera: nel covo di un boss della 'Ndrangheta. Nessuno dei soggetti coinvolti però risponderà a cliché predefiniti: il giovane premier ateo sarà spesso in crisi di fronte all'inspiegabile miracolo. Il prete in crisi esistenziale cercherà continuamente la presenza di Dio dietro un pianto "straordinario".
Chiunque verrà a contatto con l'Evento eccezionale dovrà fare i conti con la sua coscienza ed ognuno lo farà in maniera composta, ordinata, dal politico progressista, al prete in crisi, alla scienziata.

## Personaggi e interpreti

### Principali
- Fabrizio Pietromarchi, interpretato da Guido Caprino.
Primo ministro italiano che si ritrova a gestire l'evento.
- Sole Pietromarchi, interpretata da Elena Lietti.
Moglie del primo ministro.
- Clelia, interpretata da Lorenza Indovina.
Una donna sola dal passato difficile.
- Generale Giacomo Votta, interpretato da Sergio Albelli.
Generale dei Carabinieri che segue le indagini sul ritrovamento della statuetta.
- Marisa, interpretata da Pia Lanciotti.
Assistente personale del Premier Fabrizio Pietromarchi.
- Salvo, interpretato da Alessio Praticò.
Giovane padre disposto a tutto pur di difendere suo figlio.
- Olga, interpretata da Irena Goloubeva.
Tata dei figli di Fabrizio e Sole.
- Enzo, interpretato da Edoardo Natoli.
 Collega di Sandra.
- Duccio, interpretato da Leonardo Maddalena.
Membro dei GIS.
- Antonio, interpretato da Denis Fasolo.
Membro dei GIS.
- Guido, interpretato da Stefano Scandaletti.
 Collega di Sandra.
- Sandra Roversi, interpretata da Alba Rohrwacher.
Biologa che affronta il caso da un punto di vista scientifico.
- Padre Marcello, interpretato da Tommaso Ragno.
Sacerdote in piena crisi di fede.

### Secondari
- Frezza, interpretato da Tullio Sorrentino
- Nicolino, interpretato da Carmelo Macrì[3]
- Alma Pietromarchi, interpretata da Sara Ciocca
- Asia, interpretata da Daphne Scoccia
- Molocco, interpretato da Sergio Valastro
- Assunta Molocco, interpretata da Paola Lavini
- Ginevra, interpretata da Daria Deflorian
- Amin Tarek, interpretato da Kerem Can
- Serge, interpretato da Jean-Marc Barr
- Madre di Marcello, interpretata da Elena Cotta
- La Madonna (sequenza onirica), interpretata da Monica Bellucci
- Dottor Lopez, interpretato da Javier Cámara
- Matteo interpretato da Guido Di Lorenzo
Membro dei GIS.
- Rocco interpretato da Fabio Melchionna
Membro dei GIS.
- Pasquale, interpretato da Vito Facciolla
- Ispettore Giordano, interpretato da Antonio Zavatteri
- Infermiera, interpretata da Silvia Gallerano
- Alfonso, interpretato da Stefano Scherini
- Primario, interpretato da Francesco Siciliano
- Custode del santuario, interpretato da Roberto De Francesco

## Episodi
| Stagione       | Episodi | Prima TV |
| -------------- | ------- | -------- |
| Prima stagione | 8       | 2018     |

## Produzione
La serie viene annunciata a maggio 2017, mentre le riprese sono iniziate a Roma a luglio dello stesso anno. Oltre a Roma, le riprese hanno avuto luogo anche in Calabria, in Umbria, Emilia-Romagna, Belgio e Spagna.
Un primo teaser trailer è stato diffuso il 24 dicembre 2017.

## Riconoscimenti
- 2019 – Premio Flaiano[7]
  - Miglior regia a Lucio Pellegrini
  - Migliore interpretazione a Tommaso Ragno